# Andreas Dorau
Andreas Dorau (né le 19 janvier 1964) est un musicien allemand. 
En Allemagne, son principal tube a été la chanson de Neue Deutsche Welle Fred vom Jupiter, en 1981 (18 semaines au hit-parade à compter du 15 mars 1982, 21e position). En France, Girls in Love (Grungerman remix, 1996) s'est classée pendant 6 semaines à compter du 13 septembre 1997 (9e position).

## Biographie
C'est le fils d'un pasteur protestant. Il a appris la guitare avec Holger Hiller (de Palais Schaumburg) et a écrit à l'âge de 15 ans le tube Fred vom Jupiter (chantée par Die Marinas, un chœur enfantin). Il a étudié dans une école de cinéma (Hochschule für Fernsehen und Film à Munich), a composé de la musique de film et travaillé comme consultant vidéo.

## Discographie

### Singles
- Der lachende Papst, 1981
- Lokomotivführer, 1981
- Fred vom Jupiter, 1981
- Kleines Stubenmädchen, 1982
- Die Welt ist schlecht, 1983
- Demokratie, 1988
- Stoned Faces Don't Lie, 1994
- Das Telefon sagt Du, 1995
- Die Sonne scheint, 1995
- Girls in Love, 1996
- So ist das nun mal, 1997
- Die Menschen sind kalt, 1998
- Durch die Nacht, 2004 (avec Justus Köhncke)
- Straße der Träume, 2005
- Kein Liebeslied, 2005
- 40 Frauen, 2005
- Wir sind keine Freunde, 2006
- Größenwahn, 2011
- Stimmen in der Nacht, 2011
- Flaschenpfand , 2014

### Albums
- Die Doraus Und Die Marinas, Blumen und Narzissen, Ata Tak, LP, WR 12, 1981
- Die Doraus Und Die Marinas, Die Doraus und die Marinas geben offenherzige Antworten, LP, CBS, CBS 25 273, 1983
- Holger Hiller & Andreas Dorau, Guten Morgen Hose (Kurzoper), EP, Ata Tak, WR 28, 1985
- Andreas Dorau Und Die Bruderschaft Der Kleinen Sorgen, Demokratie, LP, Ata Tak, WR 43, 1988
- Andreas Dorau, Ärger mit der Unsterblichkeit, CD, Ata Tak, WR 53, 1992
- Andreas Dorau, Neu!, CD, Motor Music, 523 176-2, 1994
- A. Dorau, Ernte, Das Beste, CD, compilation, Ata Tak, WR 64, 1995
- Andreas Dorau, Was Ist N.E.U., 2xCD, Remixes-compilation, ElektroMotor, 529 130-2, 1995
- Andreas Dorau, 70 Minuten Musik ungeklärter Herkunft, 2xLP/CD, ElektroMotor, RTD 302.6904.1 38 V4, 1997
- Andreas Dorau, Ich bin der eine von uns beiden, LP/CD, Mute Tonträger, stummTT5, 2005
- Andreas Dorau, Todesmelodien, LP/CD, Staatsakt,  AKT717LP, 2011
- Andreas Dorau, Hauptsache Ich - Retrospektive 1981-2014 + Silbernes Ich - Raritäten, 2xCD compilation, Bureau B, BB 146-2-CD, 2014
- Andreas Dorau, Aus der Bibliothèque, LP/CD, Bureau B, BB152, 2014